# Cornelis Bol Ier
Cornelis Bol Ier ou Cornelis Boel, né à Anvers vers 1580 ou en 1576 et mort vers 1621 est un graveur au burin et dessinateur des XVIe – XVIIe siècles, de l'École flamande.

## Biographie

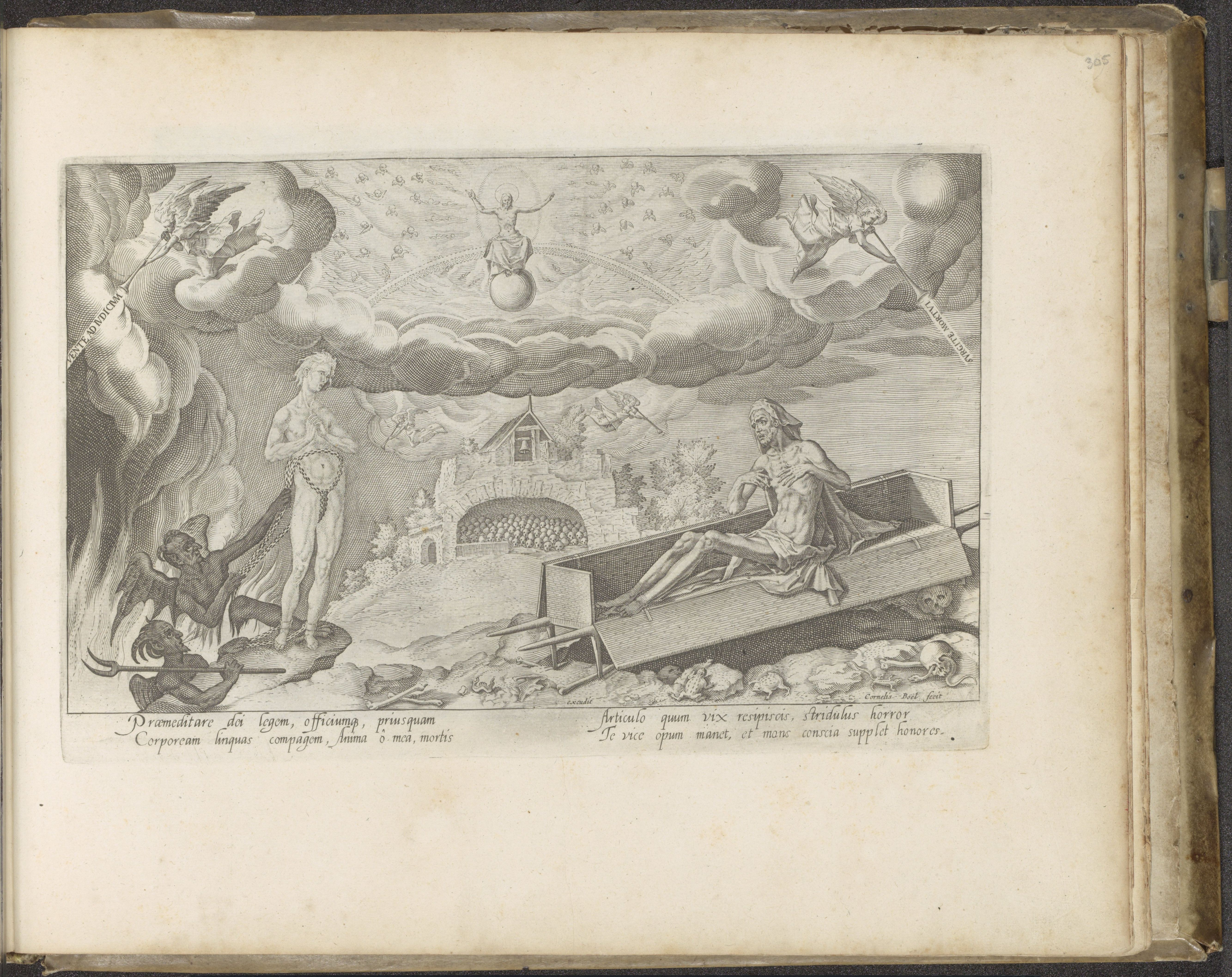
Jugement dernier

Cornelis Boel est né à Anvers probablement vers 1580. Il travaille avec Jan Sadeler, dont il est l'élève et adopte son genre.
Il semble avoir voyagé en Hollande, mais plus certainement en Angleterre.
Ses gravures sont exécutées dans un style clair et net. Il publie à Anvers une série de planches ovales pour les fables d'Otto van Veen en 1608.
Les œuvres les plus importantes de Cornelis Boel sont les huit grandes estampes des batailles de Charles Quint avec François Ier dont les gravures sont exécutées en collaboration avec Jacques de Gheyn d'après la peinture d'Antonio Tempesta.
Il passe probablement quelque temps en Angleterre, ainsi qu'on le voit sur le frontispice de la première édition de la traduction de la Bible publiée par autorité royale en 1611, plus tard connue sous le nom de Bible du roi Jacques. Il est signé « C Boel fecit, en Richmont. », ce qui est considéré comme une indication qu'il grave tout en résidant au palais de Richmond.
Il a aussi gravé un portrait de Henry-Frédéric Prince de Galles, une impression ovale avec une bordure décorative et publiée par Pieter de Jode l'Ancien vers 1611-1612. Une autre gravure, Jugement dernier, est signée « Cornelis Boel fecit » sans indication de nom de peintre.
Il a pour élève Francis Delaram, peintre et graveur anglais (1615-1624).

## Œuvres

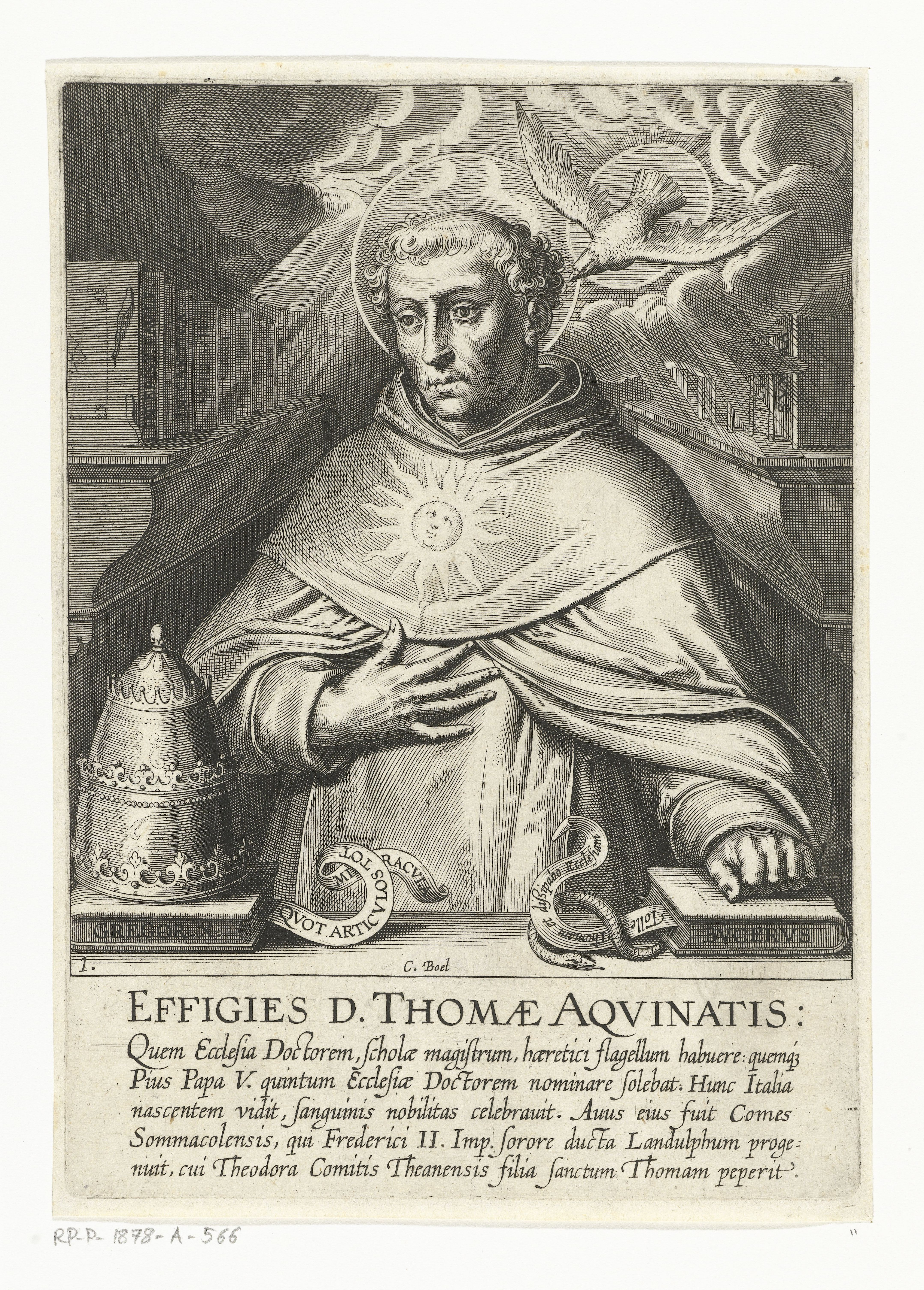
Saint Thomas d'Aquin

- Elisabeth, daugter of King James, Wife of Frederick Viscount of Simmerin[5]
- Henry Frederick, prince of Wales[5]
- Ann of Denmark, queen Consort of James I[5]
- Portrait de Justus Lipsius, gravure d'après Otto van Veen, 1606-1614[6]
- Le jugement dernier, gravure d'après Johann Sadeler et Frederik Sustis[7]
- Saint Thomas d'Aquin, gravure d'après Otto van Veen,1610[8]
- Victoire de Charles Quint à Vienne de la série Triomphe de Charles V d'après Antonio Tempesta, 1614[9]